# Lindóia
Lindóia är en kommun i Brasilien.   Den ligger i delstaten São Paulo, i den sydöstra delen av landet, 800 km söder om huvudstaden Brasília. Antalet invånare är 6 708. Arean är 49 kvadratkilometer.
Terrängen i Lindóia är huvudsakligen kuperad, men åt sydost är den platt.
Omgivningarna runt Lindóia är huvudsakligen savann. Runt Lindóia är det ganska tätbefolkat, med 120 invånare per kvadratkilometer.